# Katedrala u Moreliji
Katedrala u Moreliji je barokna kamena katedrala ružičaste boje s dva 70-metarska tornja, koji dominiraju vedutom grada Morelije u Meksiku. Sjedište je rimokatoličke nadbiskupije Morelia.
Radovi na katedrali započeli su 6. kolovoza 1660., a dovršena je 84 godina kasnije, 1744. godine. 
Subotom navečer u 20 sati, kraj katedrale odvija se program, koji uključuje vatromet i glazbene koncerte. Posebno je prekrasno u noći 15. rujna, kada guverner Michoacana obilježava "Grito de Independencia" u čast obilježavanja godišnjice i spomena na Meksički rat za nezavisnost.
To je jedina katedrala u Meksiku, koja nije usmjerena prema istoku, nego prema sjeveru.
Monumentalne orgulje njemačkog podrijetla s početka 20. stoljeća, najveće su u Meksiku.
Arhitektonski sliči drugim katedralama u Meksiku kao što su: metropolitanska katedrala Mexico Cityja, katedrala u Puebli i katedrala u Guadalajari.
Povijesno središte Morelije u sklopu kojeg je i katedrala je UNESCO-ova svjetska baština